# Lecythispora indica
Lecythispora indica är en svampart som beskrevs av Chowdhry 1985. Lecythispora indica ingår i släktet Lecythispora, divisionen sporsäcksvampar och riket svampar.   Inga underarter finns listade i Catalogue of Life.